# Пуштовай
Пуштовай — деревня в Увинском районе Удмуртии, входит в Поршур-Туклинское сельское поселение. Находится в 16 км к северо-западу от посёлка Ува и в 77 км к западу от Ижевска.

## Известные жители
Пислегин, Виктор Кузьмич (1920—1941) — советский танкист, участник советско-финской и Великой Отечественной войн; Герой Советского Союза.